# (7193) Yamaoka
(7193) Yamaoka est un astéroïde de la ceinture principale.

## Description
(7193) Yamaoka est un astéroïde de la ceinture principale. Il fut découvert le 19 septembre 1993 à Kitami par Kin Endate et Kazuro Watanabe. Il présente une orbite caractérisée par un demi-grand axe de 3,14 UA, une excentricité de 0,06 et une inclinaison de 10,2° par rapport à l'écliptique.

## Compléments